# Mugilidae
Famille
Les Mugilidae (ou Mugilidés) sont une famille de poissons dont plusieurs espèces (mais pas toutes) sont communément appelées mulet ou muge.

## Taxonomie
Le nom de cette famille est formé sur le genre Mugil, issu du mot latin « mugil » qui désigne un mulet.

## Description
Ce sont des poissons allongés et argentés, pourvus de deux nageoires dorsales bien espacées (la première étant soutenue par quatre épines dures), et une ligne latérale quasiment invisible. La bouche est petite, avec des dents très petites ou absentes et souvent de grosses lèvres. Les plus grosses espèces n'atteignent pas 1 m de long.

## Mode de vie
Ces poissons évoluent généralement en groupes ou en bancs, et se nourrissent de manière assez omnivore et opportuniste (ils sont rarement prédateurs).

## Habitat
On trouve des espèces de cette famille dans toutes les mers tropicales et tempérées du monde. Ce sont des poissons principalement marins et côtiers, mais certaines espèces peuvent évoluer en eaux saumâtres, voire en eau douce (pour l'espèce Liza abu).

## Classification
Pour ITIS, les Mugilidés sont l'unique famille de l'ordre des Mugiliformes, mais certaines classifications récentes (comme celle suivie par FishBase) placent ces poissons parmi les Perciformes.

## Liste des genres
| Selon ITIS (6 avril 2014) : - genre Agonostomus Bennett, 1832 - genre Aldrichetta Whitley, 1945 - genre Cestraeus Valenciennes in Cuvier & Valenciennes, 1836 - genre Chaenomugil Gill, 1863 - genre Chelon rArtedi in Röse, 1793 - genre Crenimugil Schultz, 1946 - genre Joturus Poey, 1860 - genre Liza Jordan & Swain, 1884 - genre Mugil Linnaeus, 1758 - genre Myxus Günther, 1861 - genre Neomyxus Steindachner, 1878 - genre Oedalechilus Fowler, 1903 - genre Paramugil Ghasemzadeh, Ivantsoff & Aarn, 2004 - genre Rhinomugil Gill, 1863 - genre Sicamugil Fowler, 1939 - genre Valamugil Smith, 1948 - Moolgarda delicata (Alleyne & Macleay, 1877) - Moolgarda pedaraki (Valenciennes in Cuvier & Valenciennes, 1836) - Mugiloides chilensis (Molina, 1782) | Selon FishBase (6 avril 2014) : - genre Agonostomus - genre Aldrichetta - genre Cestraeus - genre Chaenomugil - genre Chelon - genre Crenimugil - genre Joturus - genre Liza - genre Moolgarda (fusionné avec Liza par ITIS) - genre Mugil - genre Myxus - genre Neomyxus - genre Oedalechilus - genre Rhinomugil - genre Sicamugil - genre Valamugil - genre Xenomugil (fusionné avec mugil par ITIS) | Selon World Register of Marine Species (6 avril 2014) : - genre Agonostomus Bennett, 1832 - genre Aldrichetta - genre Cestraeus Valenciennes, 1836 - genre Chaenomugil - genre Chelon Artedi in Röse, 1793 - genre Crenimugil Schultz, 1946 - genre Joturus Poey, 1860 - genre Liza Jordan & Swain, 1884 - genre Moolgarda Whitley, 1945 - genre Mugil Linnaeus, 1758 - genre Myxus Günther, 1861 - genre Neomyxus - genre Oedalechilus Fowler, 1903 - genre Paramugil - genre Rhinomugil - genre Sicamugil - genre Trachystoma Ogilby, 1888 - genre Valamugil Smith, 1948 - genre Xenomugil |

## Galerie

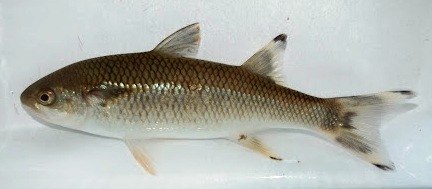
Agonostomus monticola
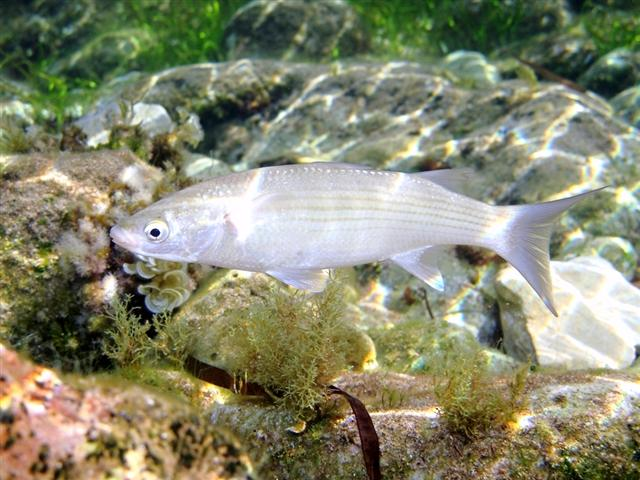
Chelon labrosus
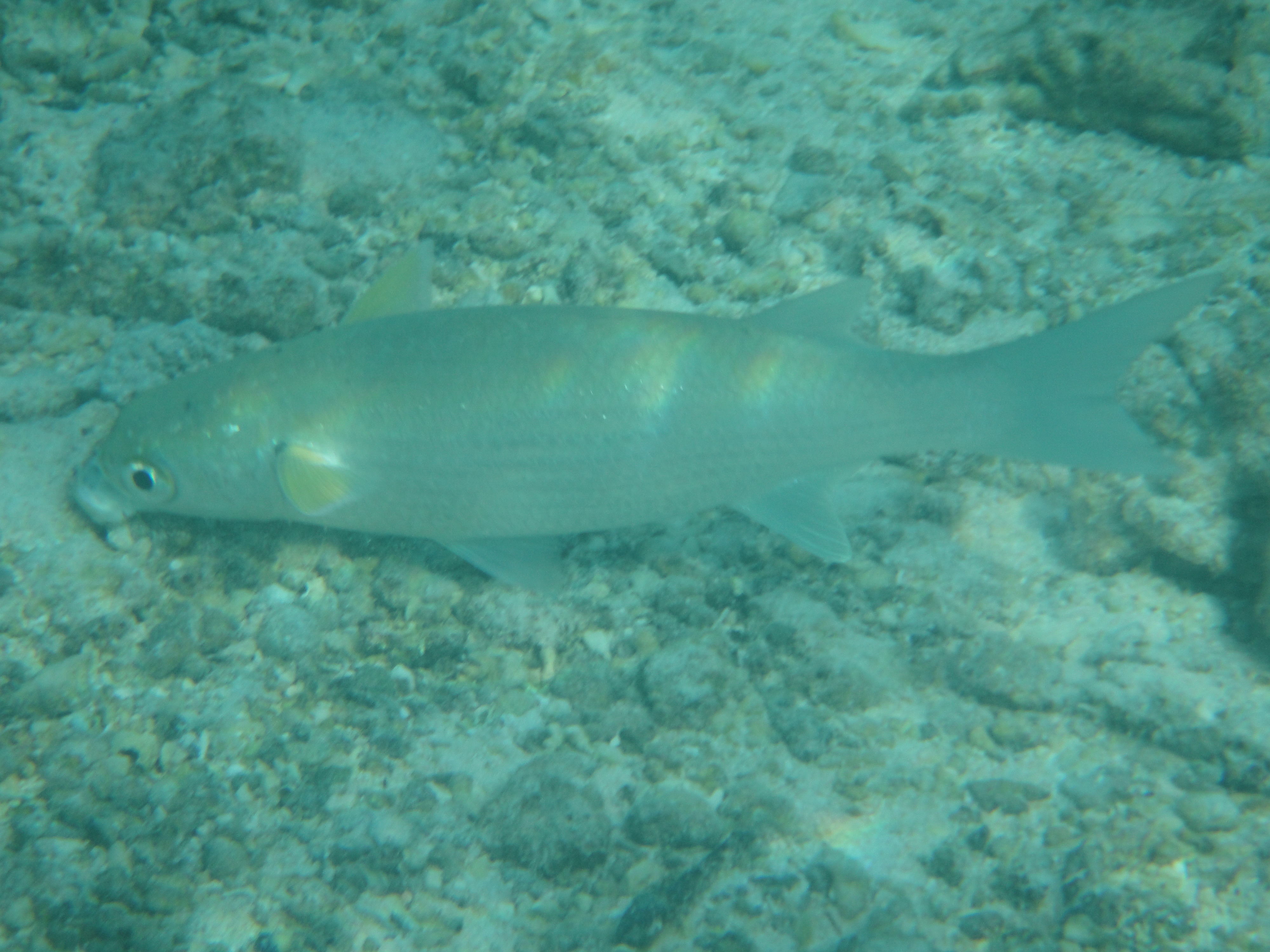
Crenimugil crenilabis
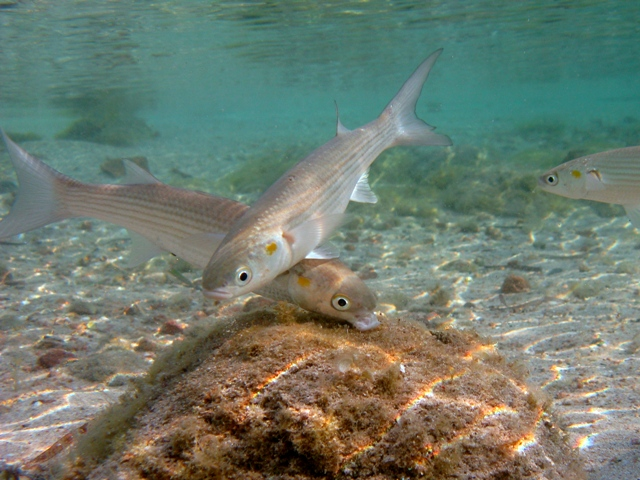
Liza aurata
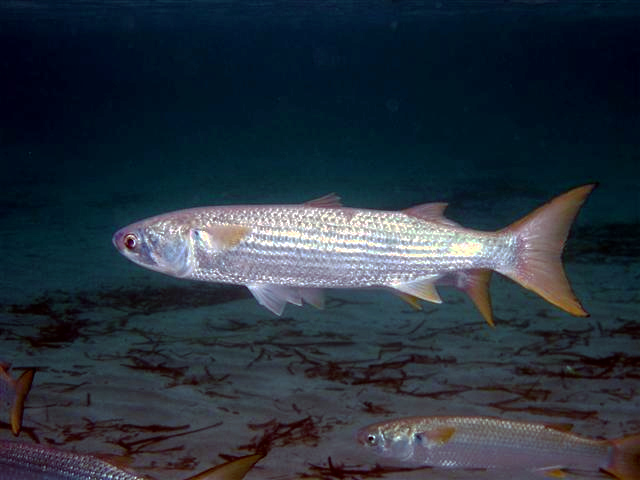
Mugil cephalus
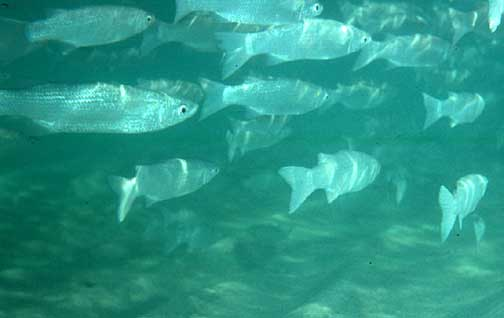
Neomyxus chaptalii
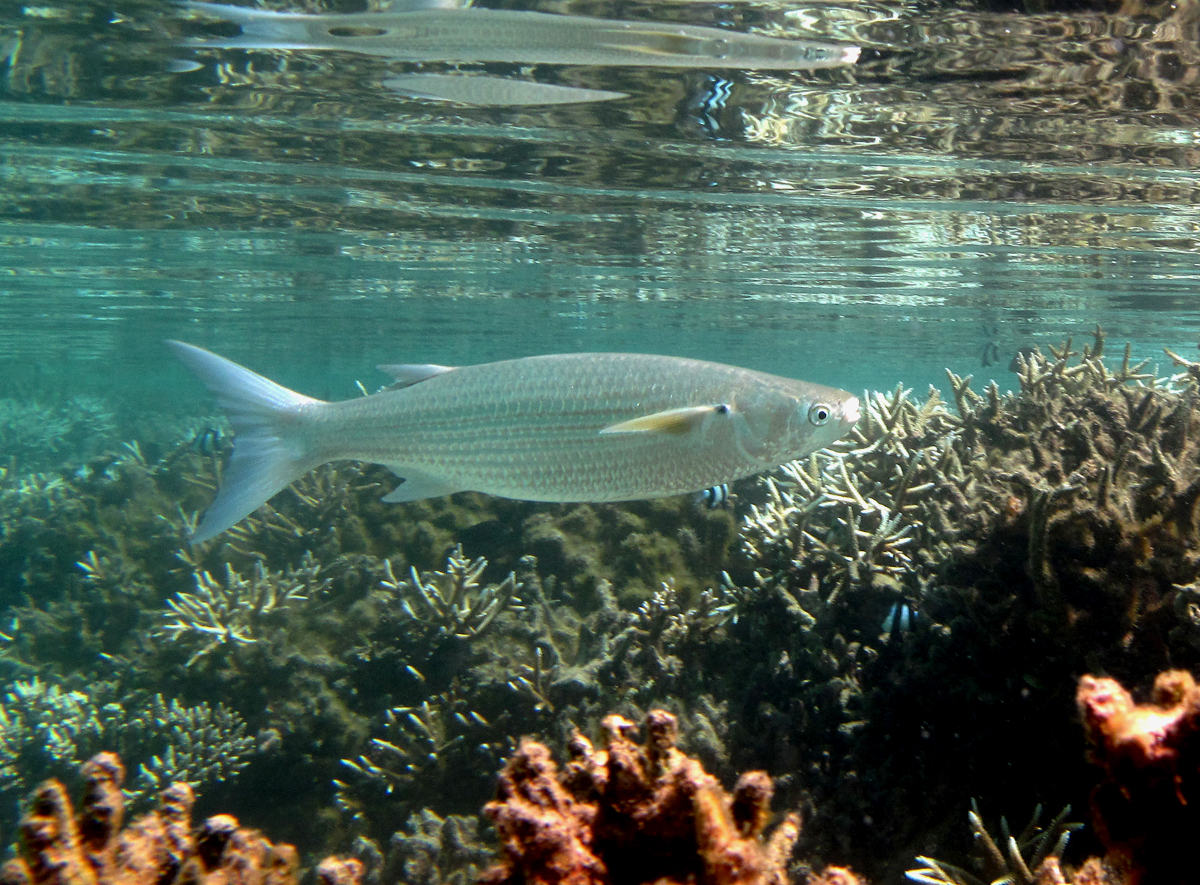
Oedalechilus labiosus
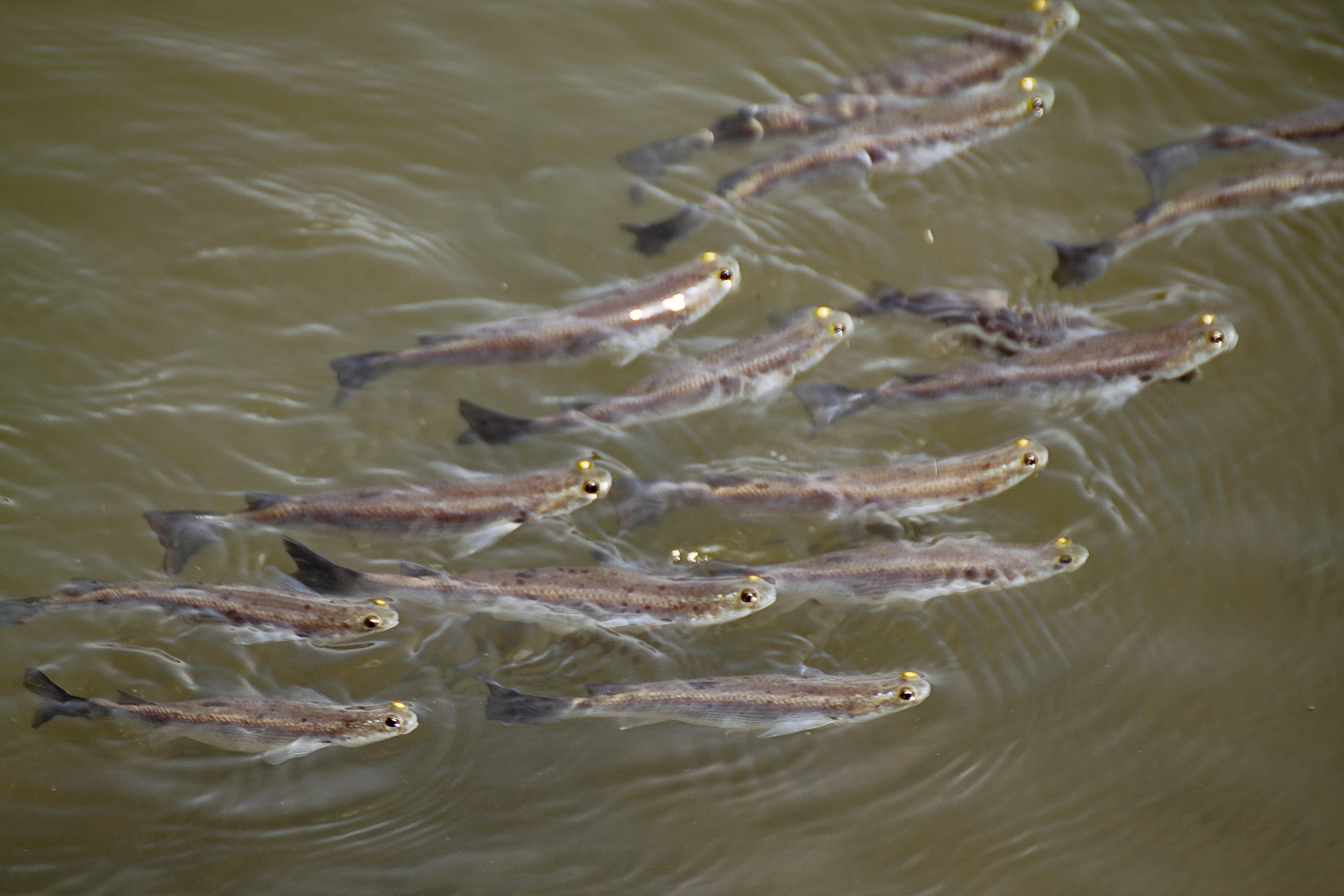
Banc de jeunes Rhinomugil corsula
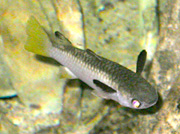
Sicamugil cascasia